# Xavier Herbert

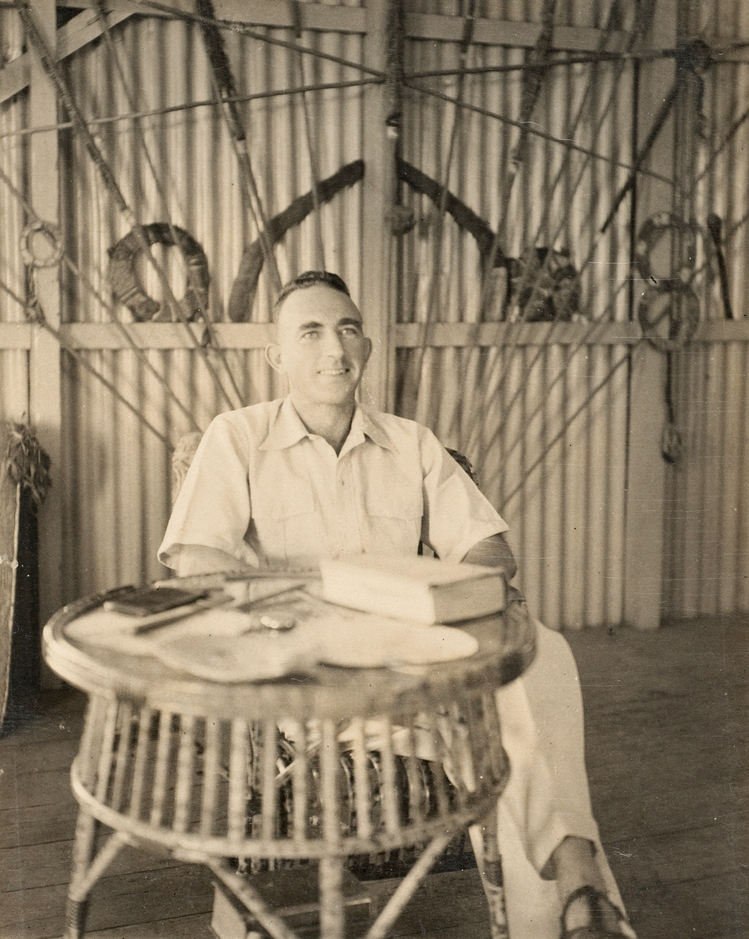
Xavier Herbert

Xavier Herbert (* 15. Mai 1901 in Geraldton, Western Australia; † 10. November 1984 in Alice Springs, Northern Territory) war ein Schriftsteller, der in Australien durch die Überreichung des Miles Franklin Award für seinen Roman Poor Fellow My Country 1975 überaus bekannt wurde. Er wird zu den Größen der australischen Literatur gezählt und ist dort für seine Kurzgeschichten und seine Autobiografie Disturbing Element bekannt.

## Leben
Herbert war der Sohn eines Eisenbahningenieurs und lernte als Kind eine Sprache der Aborigines. 1912 ging er von Geraldton nach Fremantle und nahm dort seine erste Arbeit im Alter von 14 Jahren in einem Geschäft an, das mit Chemikalien handelte. Bevor er sich der Schriftstellerei widmete, arbeitete er in zahlreichen Anstellungen in Western Australia und Victoria. Nach dem Ersten Weltkrieg ging er nach Melbourne und studierte Medizin ein Jahr lang. Dort begann seine Schriftstellerkarriere mit seinem ersten Buch Capricornia. Dieses  Buch basierte in Teilen auf seinen Erfahrungen als Protector of Aborigines in Darwin im Northern Territory. Teile dieses Buches schrieb er in London zwischen 1930 und 1932. 1926 ging er nach Sydney.
In den 1940er und 1950er Jahren schrieb er relativ wenig, außer Seven Emus. In den 1960er Jahren brachte er zwei Bücher heraus, bevor er 1975 Poor Fellow My Country und Kurzgeschichten verfasste. Sein Poor Fellow My Country gilt allerdings als die längste australische Novelle mit mehr als 1400 Druckseiten.
Herbert setzte sich für die Belange der Aborigines ein. Dies kam besonders in seinem Werk Poor Fellow My Country zum Tragen, das auch von den Leben in den Aborigines-Missionsstationen in Queensland und im Northern Territory handelt.
Er galt als ein schwieriger Mensch: Seine Frau sagte, dass ihr Leben zwischen der Aufsicht über ihren Mann und ihren Kindern pendelte. Auch der Biograph von Herbert war über die Berichte von ihm über sein Leben enttäuscht.

## Werk
- Capricornia (1938)
- Seven Emus (1959)
- Soldiers' Women (1961)
- Disturbing Element (1963) – Autobiografie
- Larger than Life (1963) – Sammlung von Kurzgeschichten
- Poor Fellow My Country (1975)
- South of Capricornia (1990) – Herausgeber Russel McDougal – Sammlung von Kurzgeschichten
- Frances de Groen, Peter Pierce (1992): Xavier Herbert, Geraldton
- Frances De Groen, Laurie Hergenhan (2002): Xavier Herbert Letters, University of Queensland Press, ISBN 0-702-23309-9.
- Letters from Xavier Herbert (1983) – NLA MS 9116 von Peggy Hayes

## Biografie
- Frances de Groen (1998): Xavier Herbert: A Biography